# Der Untergang des amerikanischen Imperiums
Der Untergang des amerikanischen Imperiums (Le Déclin de l’empire américain) ist ein kanadischer Spielfilm von Denys Arcand, der Regie führte und das Drehbuch schrieb. In den Hauptrollen sind Pierre Curzi und Rémy Girard zu sehen. Die witzig-tragische Komödie aus dem Jahr 1986 wurde für einen Oscar nominiert. Der Film Die Invasion der Barbaren aus dem Jahr 2003 stellt eine lockere Fortsetzung dieses Films dar.

## Handlung
Acht intellektuelle Freunde treffen sich in einem Landhaus. Die vier Männer haben das Essen zubereitet, während die Frauen in einem Fitnessclub trainieren. Die meisten von ihnen sind im mittleren Alter und in verschiedenen Positionen am Institut für Geschichte der Universität Montreal. Sie diskutieren über ihre amourösen Abenteuer und stellen in witzigen Gesprächen Überlegungen über den Sex und die Liebe an. Sie alle sind auf der Suche nach dem persönlichen Glück, wobei jeder seine eigene Geschichte hat. Der homosexuelle Claude ist krank. Diane hat eine sadomasochistische Affäre mit Mario, der zur Gruppe hinzukommt. Pierre hat seine Freundin Danielle in einem erotischen Massageclub kennen und lieben gelernt.
Die erfolgreiche Dominique hat ein Buch geschrieben. Sie ist einsam und frustriert und offenbart, dass sie mit den anwesenden Pierre und Rémy geschlafen hat. Rémy und Louise, die schon lange miteinander verheiratet sind, sind geschockt.
Ihr bisher heiles Familienleben endet durch die Wahrheit über das rege Liebesleben des Ehemanns, wovon seine naive Frau nichts wissen wollte. Für sie bricht eine Welt zusammen.
Dominique vertreibt sich inzwischen die Zeit mit dem jungen Alain.

## Kritiken
- Cinema erwähnte den „herben, aber humanen Witz“ und dass „Bildungsbürger über Politik, Kultur und Sex, Sex, Sex parlieren“.[1]

- Das Lexikon des internationalen Films schrieb, es sei ein „teils zielsicherer und hintergründig-amüsanter, teils grell-verzerrender Filmessay, der den Zerfall der Werte in der modernen Wohlstandsgesellschaft zum Thema hat“. Der Film sei „fragwürdig durch seine sarkastische und zynische Grundhaltung und seine blinden Attacken gegen Staat und Gesellschaft.“[2]

- www.kino.de meinte, dass die „skurrile Komödie von Denys Arcand („Jesus von Montreal“) um Lebensekel und Wertezerfall amüsant, wenn auch etwas dialoglastig, in Szene gesetzt“ sei.[3]

- Roger Ebert beschrieb in der Chicago Sun-Times den Film als „weise, tiefgründig, schmerzlich und wortreich“, wobei der „Witz“ die Hauptsache sei. („The movie is wise, deep, and painful, and it is filled with words […] the real subject is wit.“)[4]

- Prisma sah den Film als „äußerst witzige, verbal-erotische Komödie“, der „trotz seines starken Zynismus’ dank brillanter Dialoge, seiner konsequenten Konzentration auf ein provozierendes Thema und seiner hohen künstlerischen Qualität zu einem weltweiten Erfolg“ wurde.[5]

## Auszeichnungen
- 1986 gewann Denys Arcand beim Festival de Cannes einen FIPRESCI-Preis.
- 1986 gewann der Film bei den New York Film Critics Circle Awards einen NYFCC Award als bester ausländischer Film.
- 1986 gewann Denys Arcand beim Toronto International Film Festival für den besten kanadischen Film und den People’s Choice Award.
- 1987 Nominierung für einen Oscar als bester fremdsprachiger Film.
- 1987 Genie Awards
  - Bester Film: Roger Frappier, René Malo
  - Beste Regie: Denys Arcand
  - Beste Nebendarstellerin: Louise Portal
  - Bester Nebendarsteller: Gabriel Arcand
  - Bestes Originaldrehbuch: Denys Arcand
  - Bester Schnitt: Monique Fortier
  - Bester Soundschnitt: Paul Dion, Diane Boucher, Andy Malcolm,
  - Bester Sound: Adrian Croll, Jean-Pierre Joutel, Richard Besse
  - Golden Reel Award: 	René Malo, Roger Frappier
  - Nominiert als Beste Darstellerin: Dorothée Berryman
  - Nominiert als Beste Darstellerin: Geneviève Rioux
  - Nominiert als Bester Darsteller: Rémy Girard
  - Nominiert als Bester Darsteller: Pierre Curzi
  - Nominiert als Bester Darsteller: Yves Jacques

## Hintergrundinformationen
Das Budget betrug etwa 1,8 Millionen Kanadische Dollar (CAD). Gedreht wurde von August bis September 1985.
Die Einnahmen beliefen sich auf 1,9 Millionen US-Dollar in den USA und etwa 2,97 Millionen CAD in Kanada.
Der englische Titel lautet The Decline of the American Empire.
Die erste Veröffentlichung fand am 19. Juni 1986 in Kanada statt. In Deutschland hatte der Film eine Länge von ca. 101 Minuten. Er lief ab dem 6. November 1986 in den Kinos.
Im deutschsprachigen Raum wurde der Film bislang nur auf VHS-Video veröffentlicht.